# Entella pusilla
Entella pusilla es una especie de mantis de la familia Mantidae.

## Distribución geográfica
Se encuentra en Transvaal (Sudáfrica).